# Centrerat kubiktal
Centrerat kubiktal är ett centrerat polyedertal som representerar en kub. Det centrerade kubiktalet för n ges av formeln:
{\displaystyle n^{3}+(n+1)^{3}}
De första centrerade kubiktalen är:
1, 9, 35, 91, 189, 341, 559, 855, 1241, 1729, 2331, 3059, 3925, 4941, 6119, 7471, 9009, 10745, 12691, 14859, 17261, 19909, 22815, 25991, 29449, 33201, 37259, 41635, 46341, 51389, 56791, 62559, 68705, 75241, 82179, 89531, 97309, 105525, … (talföljd A005898 i OEIS)
Om {\displaystyle C_{n}} är det n:te centrerade kubiktalet och {\displaystyle P_{n}} det n:te kvadratpyramidtalet så är:
{\displaystyle C_{n}=P_{n}+4P_{n-1}+P_{n-2}}
Centrerade kubiktal har tillämpningar inom modellering av höljena av atomer.